# Петигреновое масло

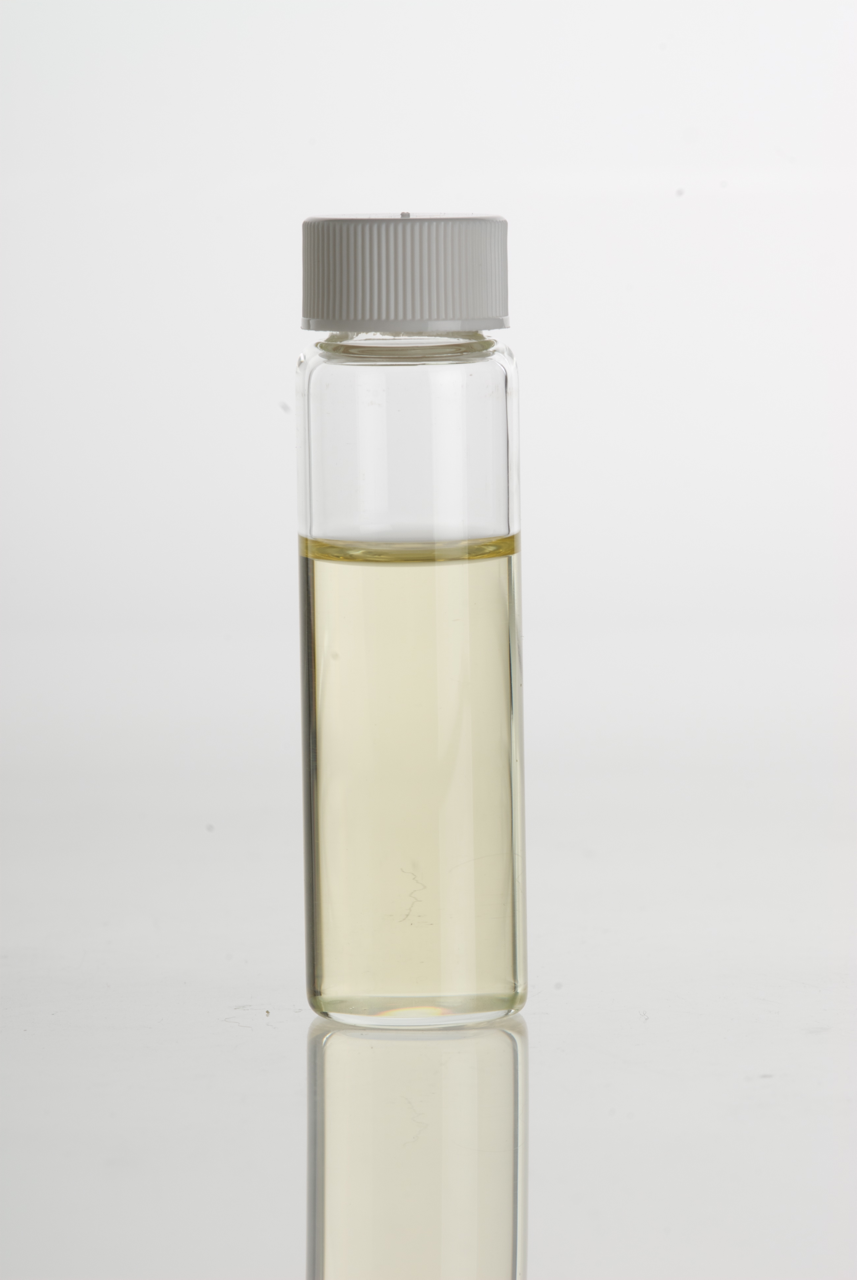
Петигреновое масло

Петигре́новое масло (лат. foliorum Aurantii; нем. Petigrainöl; фр. Ess. de Petit-Grain; англ. oil of Pettigrain) — группа эфирных масел, получаемых перегонкой листьев, молодых ветвей, поросли и только что завязавшихся плодов различных видов сем Citrus. Масло это сначала получалось исключительно в Южн. Франции, а теперь французские выходцы ввели производство его в Парагвае и американское масло постепенно вытесняет на рынке французское, хотя это последнее и превосходит его по запаху; при этом французское масло бывает значительно чаще фальсифицированным, чем парагвайское. Уд. вес П. масла 0,885 —0,91; α D = от — 3° до + 4°. От 40 до 85 % масла составляют уксусные эфиры линалоола и гераниола. В vorlauf’е содержится лимонен, а в Nachlaufe какой-то сесквитерпен. Лимонен при этом получается только тогда, когда в обрабатываемый материал входили плоды; листья и побеги дают П. масло совершенно без лимонена. Некоторые образцы П. масла содержат цитраль; содержание его в масле указывает, что в обрабатываемом материале находились листья или побеги лимонного дерева. П. масло имеет весьма большое применение в парфюмерии.